# Мухаррак
Мухаррак (араб. المحرق) — третє за величиною місто Бахрейну. Розташовано на однойменному острові, на північному сході країни. Населення за даними перепису 2001 року становило 91 307 чоловік.
У місті є традиційний арабський ринок (сук). Мухаррак слугує штаб-квартирою авіакомпанії Gulf Air, окрім того, тут базується футбольна команда Muharraq Club. До міста примикає штучний острів Амвадж, на якому розміщено безліч вілл і готелів.

## Клімат
Місто знаходиться у зоні, котра характеризується кліматом тропічних пустель. Найтепліший місяць — липень із середньою температурою 32,8 °C. Найхолодніший місяць — січень, із середньою температурою 15,6 °С.
| Клімат Мухаррака        | Клімат Мухаррака | Клімат Мухаррака | Клімат Мухаррака | Клімат Мухаррака | Клімат Мухаррака | Клімат Мухаррака | Клімат Мухаррака | Клімат Мухаррака | Клімат Мухаррака | Клімат Мухаррака | Клімат Мухаррака | Клімат Мухаррака | Клімат Мухаррака |
| Показник                | Січ.             | Лют.             | Бер.             | Квіт.            | Трав.            | Черв.            | Лип.             | Серп.            | Вер.             | Жовт.            | Лист.            | Груд.            | Рік              |
| Середній максимум, °C   | 18,9             | 21,1             | 23,9             | 28,9             | 33,9             | 36,1             | 37,8             | 37,8             | 36,1             | 32,8             | 27,8             | 22,2             | 29,8             |
| Середня температура, °C | 16               | 17               | 20               | 25               | 29               | 32               | 33               | 33               | 32               | 28               | 24               | 19               | 25               |
| Середній мінімум, °C    | 13,9             | 15               | 17,2             | 21,1             | 26,1             | 28,9             | 30               | 30               | 27,8             | 26,1             | 21,1             | 17,2             | 22,9             |
| Норма опадів, мм        | 15               | 17               | 11               | 6                | 1                | 0                | 0                | 0                | 0                | 1                | 3                | 16               | 68               |
| Днів з опадами          | 8                | 6                | 7                | 6                | 1                | 0                | 0                | 0                | 0                | 0                | 3                | 6                | 37               |
| Вологість повітря, %    | 75               | 70               | 65               | 60               | 50               | 50               | 55               | 65               | 65               | 65               | 70               | 75               | 63.8             |
| ----------------------- | ---------------- | ---------------- | ---------------- | ---------------- | ---------------- | ---------------- | ---------------- | ---------------- | ---------------- | ---------------- | ---------------- | ---------------- | ---------------- |
| Джерело: Weatherbase    |                  |                  |                  |                  |                  |                  |                  |                  |                  |                  |                  |                  |                  |